# Brittany Anjou
Brittany Anjou (* 17. Mai 1984 in Minot) ist eine amerikanische Jazz- und Fusionmusikerin (Piano, Vibraphon, auch Gesang, Komposition).

## Leben und Wirken
Anjou, die in Seattle aufwuchs und deren Mutter Musiklehrerin war, begann im Alter von fünf Jahren Klavier zu spielen. Als sie mit 12 Jahren auf einem Album, das ihrer Mutter gehörte, ein Solo von Danilo Perez hörte, begann sie, sich mit Jazz zu beschäftigen. Um die Chancen zu erhöhen, in die Roosevelt High School Jazz Band ihrer Schule zu kommen, begann sie Vibraphon zu lernen. Noch auf der Highschool hatte sie die Gelegenheit, mit Wynton Marsalis, Ernestine Anderson, Clark Terry und mit Elysian Fields aufzutreten. An der New York University studierte sie Jazz bei unter anderem Sherrie Maricle, Don Friedman sowie Stefon Harris, aber auch Philosophie. Daneben begann sie 2005, traditionelle Musik aus Ghana bei Bernard Woma und dessen Schülern zu lernen. Zudem studierte sie Musik in Prag bei Milan Slavický und Emil Viklický. 2021 schloss sie ein weiteres Studium an der University of Sheffield mit einem Master in Musikpsychologie ab.
Anjou hat eigene, stilistisch breit gefächerte Instrumentalensembles geleitet, für die sie auch komponierte, darunter das Brittany Anjou Trio, das L.A.R.C.E.N.Y. Chamber Orchestra und Electric mit Karen Mantler. Musikalisch unterstützte sie zudem die Wiederbelebung von The Shaggs; 2013 begleitete sie Dot Wiggin auf deren Album Ready! Get! Go! und auf Tournee. Weiterhin trat sie mit Bi Tyrant und mit Ghanaian Gyil Gala um Alfred Kpebsaane auf. Sie tourte durch die USA, Europa, den Nahen Osten und Afrika.
2015 veröffentlichte Anjou ihre EP Music for Jazz Orchestra. Im Trio mit Evan Flory-Barnes und Matt Jorgensen bzw. Ari Folman-Cohen und Ben Perowsky entstand ihr Album Enamigo Reciprokatje (2019), das inspiriert durch ein Strawinsky-Ballett ist, mit auf Ahmad Jamal, Vince Guaraldi und Cyrus Chestnut aufbauendem Pianojazz; es erhielt sehr gute Kritiken. Sie ist auch auf Alben von Mary Bragg, Ravens & Chimes, Michael Eaton und Jeremy Pelt zu hören.